# Nati nel 1975/Marzo
| Questa pagina contiene informazioni ricavate automaticamente dalle voci biografiche con l'ausilio del template Bio e di un bot. L'aggiornamento è periodico e automatico e ricostruisce completamente la pagina. Se manca una persona in questa lista, sei pregato di non aggiungerla, ma accertati piuttosto che la sua voce biografica contenga il template Bio e che i dati anagrafici siano correttamente compilati. Se il template Bio manca, inseriscilo tu stesso o, in alternativa, metti l'avviso {{tmp\|Bio}} che ne segnala la mancanza. Se i dati riportati sono sbagliati, correggi direttamente la voce biografica; le modifiche saranno visibili in questa lista entro pochi giorni. Per chiarimenti vedi il progetto biografie. La lista contiene solo le 350 persone che sono citate nell'enciclopedia e per le quali è stato implementato correttamente il template Bio. Pagina aggiornata al 18 giu 2025. |

- 1º marzo - Akrobatik, rapper statunitense
- 1º marzo - Cristian Jeandet, ex calciatore argentino
- 1º marzo - Rüdiger Kauf, ex calciatore tedesco
- 1º marzo - Oleksandr Kravčenko, pentatleta ucraino
- 1º marzo - Pablo Lemoine, ex rugbista a 15 e allenatore di rugby a 15 uruguaiano
- 1º marzo - Gabriel Lettieri, ex calciatore argentino
- 1º marzo - Francesco Mazzariol, ex rugbista a 15, allenatore di rugby a 15 e dirigente sportivo italiano
- 1º marzo - Valentina Monetta, cantante sammarinese
- 1º marzo - Nikodem Popławski, fisico polacco
- 1º marzo - Alice Russell, cantante britannica
- 1º marzo - María José Suárez, modella spagnola
- 1º marzo - Toni Vidigal, ex calciatore portoghese
- 2 marzo - Giuseppe Camuncoli, fumettista italiano
- 2 marzo - Daryl Gibson, ex rugbista a 15 e allenatore di rugby a 15 neozelandese
- 2 marzo - Noriyuki Haga, pilota motociclistico giapponese
- 2 marzo - Johnny Jansen, allenatore di calcio e ex calciatore olandese
- 2 marzo - Aleksandr Kovalëv, canoista russo
- 2 marzo - Lee Sun-kyun, attore sudcoreano († 2023)
- 2 marzo - Moussa Mara, politico maliano
- 2 marzo - Juan Antonio Marín, ex tennista costaricano
- 2 marzo - MC Mazique, ex cestista statunitense
- 2 marzo - El-P, beatmaker, polistrumentista e rapper statunitense
- 2 marzo - Radu Niculescu, ex calciatore rumeno
- 2 marzo - Fabrizio Rossi, politico italiano
- 3 marzo - David Blanco, ex ciclista su strada spagnolo
- 3 marzo - Claudia Brassard, ex cestista canadese
- 3 marzo - Paola D'Arienzo, attrice italiana
- 3 marzo - Sidy Diop, attore e ex modello senegalese
- 3 marzo - Martin Dlouhý, allenatore di calcio a 5 e ex giocatore di calcio a 5 ceco
- 3 marzo - Petra Faksova, attrice e modella ceca
- 3 marzo - Tiger Hu Chen, artista marziale e attore cinese
- 3 marzo - Khadaffy Janjalani, terrorista e generale filippino († 2006)
- 3 marzo - Abdurahman Kahrimanović, ex cestista bosniaco
- 3 marzo - Jean-Marie Kouassi, ex calciatore ivoriano
- 3 marzo - Taijiro Kurita, ex calciatore giapponese
- 3 marzo - Colin Stetson, sassofonista statunitense
- 3 marzo - Johanna Wokalek, attrice tedesca
- 4 marzo - Antti Aalto, ex hockeista su ghiaccio e dirigente sportivo finlandese
- 4 marzo - Maurizio Baglini, pianista italiano
- 4 marzo - João Batista Casemiro Marques, ex calciatore brasiliano
- 4 marzo - Daniela Bello, personaggio televisivo e ex ballerina italiana
- 4 marzo - Arley Betancourth, ex calciatore colombiano
- 4 marzo - Kirsten Bolm, ex ostacolista tedesca
- 4 marzo - Patrick Femerling, ex cestista e allenatore di pallacanestro tedesco
- 4 marzo - Paulo Gomes, allenatore di calcio e ex calciatore portoghese
- 4 marzo - Kristi Harrower, ex cestista australiana
- 4 marzo - Todd David Lawhorne, attore statunitense
- 4 marzo - Claudio Liverziani, ex giocatore di baseball italiano
- 4 marzo - Eva Martincová, ex tennista ceca
- 4 marzo - Stefano Saviozzi, ex rugbista a 15 italiano
- 4 marzo - Hawksley Workman, cantautore, musicista e produttore discografico canadese
- 5 marzo - Louis Attrill, ex canottiere britannico
- 5 marzo - Aylton Cardoso Tesch, ex cestista brasiliano
- 5 marzo - Jolene Blalock, attrice e ex modella statunitense
- 5 marzo - Luciano Burti, ex pilota automobilistico brasiliano
- 5 marzo - Delloreen Ennis-London, ostacolista giamaicana
- 5 marzo - Anthony Gobert, pilota motociclistico australiano († 2024)
- 5 marzo - Sergej Valer'evič Ivanov, ex ciclista su strada e dirigente sportivo russo
- 5 marzo - Sílvia Andrea Santos Luz, ex cestista brasiliana
- 5 marzo - Niki Taylor, supermodella statunitense
- 5 marzo - Aleksejs Volosanovs, ex calciatore lettone
- 6 marzo - Aracely Arámbula, cantante e attrice messicana
- 6 marzo - Peppone Calabrese, conduttore televisivo e imprenditore italiano
- 6 marzo - Mario Cuenca, ex calciatore argentino
- 6 marzo - Morten Fevang, ex calciatore norvegese
- 6 marzo - Vasileia Gkouzinī, allenatrice di pallacanestro e ex cestista greca
- 6 marzo - Sheik Umar Khan, virologo sierraleonese († 2014)
- 6 marzo - Yannick Nézet-Séguin, direttore d'orchestra canadese
- 6 marzo - Misha, cantante slovacca
- 6 marzo - Mikel Pradera, ex ciclista su strada spagnolo
- 6 marzo - Ra Mi-ran, attrice sudcoreana
- 6 marzo - Minouche Smit, ex nuotatrice olandese
- 6 marzo - Scott Smith, ex calciatore neozelandese
- 6 marzo - Janne Väätäinen, saltatore con gli sci finlandese
- 6 marzo - Mehdi Vaezi, ex calciatore iraniano
- 6 marzo - Jiří Vávra, ex calciatore ceco
- 7 marzo - Audrey Marie Anderson, attrice e modella statunitense
- 7 marzo - Ljubomira Bačeva, ex tennista bulgara
- 7 marzo - Maurizio Carnino, ex pattinatore di short track e pattinatore di velocità su ghiaccio italiano
- 7 marzo - Space Cowboy, disc jockey e musicista francese
- 7 marzo - Li Ching, ex tennistavolista hongkonghese
- 7 marzo - Liang Xin, ex cestista cinese
- 7 marzo - Ben Melmeth, ex cestista australiano
- 7 marzo - Ganira Pashayeva, politica e giornalista azera († 2023)
- 7 marzo - Sarayu Blue, attrice statunitense
- 7 marzo - Mika Sakai, giocatrice di bowling giapponese
- 7 marzo - Oleksandr Strel'cov, bobbista ucraino
- 7 marzo - T. J. Thyne, attore statunitense
- 7 marzo - Danielle Viglione, ex cestista e allenatrice di pallacanestro statunitense
- 8 marzo - Octavio Bartolucci, ex rugbista a 15 e politico argentino
- 8 marzo - Mauro Briano, dirigente sportivo e ex calciatore italiano
- 8 marzo - Uwe Ehlers, allenatore di calcio e ex calciatore tedesco
- 8 marzo - Josh Gottheimer, politico statunitense
- 8 marzo - François Grenet, ex calciatore francese
- 8 marzo - Sultan Ibragimov, ex pugile russo
- 8 marzo - Christy Karacas, musicista, animatore e doppiatore statunitense
- 8 marzo - Claudia Salvarani, mezzofondista italiana
- 8 marzo - Giorgia Surina, conduttrice radiofonica, conduttrice televisiva e attrice italiana
- 8 marzo - Markus Weissenberger, ex calciatore austriaco
- 9 marzo - Plumb, cantautrice statunitense
- 9 marzo - Francis Aruwafu, ex calciatore salomonese
- 9 marzo - Jonathan Coleman, ex hockeista su ghiaccio statunitense
- 9 marzo - Adonal Foyle, ex cestista sanvincentino
- 9 marzo - Marcel Glăvan, ex canoista rumeno
- 9 marzo - Roy Makaay, allenatore di calcio e ex calciatore olandese
- 9 marzo - Mauro Marani, ex calciatore sammarinese
- 9 marzo - Lisa Miskovsky, cantante e musicista svedese
- 9 marzo - Anton Petrea, allenatore di calcio e ex calciatore rumeno
- 9 marzo - Chaske Spencer, attore statunitense
- 9 marzo - Miloš Timotijević, attore serbo
- 9 marzo - Juan Sebastián Verón, dirigente sportivo e ex calciatore argentino
- 10 marzo - Dario Acquaroli, mountain biker e ciclocrossista italiano († 2023)
- 10 marzo - Jamie Arnold, ex cestista statunitense
- 10 marzo - Lyne Bessette, ex ciclista su strada e ciclocrossista canadese
- 10 marzo - Bulend Biščević, ex calciatore bosniaco
- 10 marzo - DJ Aligator, disc jockey e produttore discografico iraniano
- 10 marzo - Alessandro Dal Canto, allenatore di calcio e ex calciatore italiano
- 10 marzo - Han Go-eun, attrice sudcoreana
- 10 marzo - Yee Jee Tso, attore canadese
- 10 marzo - Heorhij Mel'nikov, ex giocatore di calcio a 5 e ex calciatore ucraino
- 10 marzo - Heriberto Morales, ex calciatore messicano
- 10 marzo - Zafer Özgültekin, ex calciatore turco
- 10 marzo - Rahshon Turner, ex cestista statunitense
- 10 marzo - Piotr Tworek, allenatore di calcio polacco
- 10 marzo - Kevin Wert, ex sciatore alpino canadese
- 11 marzo - Fredrik Bekken, ex canottiere norvegese
- 11 marzo - David Cañada, ciclista su strada spagnolo († 2016)
- 11 marzo - Elena Fabbri, ex cestista italiana
- 11 marzo - Damiano Faggiano, ex cestista italiano
- 11 marzo - Cedric Henderson, ex cestista statunitense
- 11 marzo - David Pingree, pilota motociclistico statunitense
- 11 marzo - Buvajsar Sajtiev, lottatore e politico russo († 2025)
- 11 marzo - Shawn Springs, ex giocatore di football americano statunitense
- 11 marzo - Luz Valdenebro, attrice e modella spagnola
- 11 marzo - João Barbosa, pilota automobilistico portoghese
- 12 marzo - Victoria Cabello, conduttrice televisiva italiana
- 12 marzo - Barbara Di Bartolo, attrice italiana
- 12 marzo - Sigmundur Davíð Gunnlaugsson, politico islandese
- 12 marzo - Martin Hansson, ex sciatore alpino svedese
- 12 marzo - Edgaras Jankauskas, allenatore di calcio e ex calciatore lituano
- 12 marzo - Egidijus Juška, ex calciatore lituano
- 12 marzo - Víctor Lapeña, allenatore di pallacanestro spagnolo
- 12 marzo - Cecilie Leganger, ex pallamanista norvegese
- 12 marzo - Marc Menard, modello e attore canadese
- 12 marzo - Amanda Milling, politica britannica
- 12 marzo - André Poggenburg, politico tedesco
- 12 marzo - Yen Tan, regista, sceneggiatore e produttore cinematografico malese
- 12 marzo - Sara Ventura, conduttrice radiofonica italiana
- 12 marzo - Attila Zubor, ex nuotatore ungherese
- 13 marzo - Dario Aspesani, cantautore e polistrumentista italiano
- 13 marzo - Esele Bakasu, ex calciatore della Repubblica Democratica del Congo
- 13 marzo - Mark Clattenburg, ex arbitro di calcio inglese
- 13 marzo - Riccardo Guasco, illustratore, pittore e grafico italiano
- 13 marzo - Vanessa Nygaard, ex cestista e allenatrice di pallacanestro statunitense
- 13 marzo - Kenji Siratori, scrittore giapponese
- 13 marzo - Eric Walther, pentatleta tedesco
- 13 marzo - Landon Wilson, ex hockeista su ghiaccio statunitense
- 14 marzo - Steve Harper, ex calciatore inglese
- 14 marzo - Eirik Horneland, allenatore di calcio e ex calciatore norvegese
- 14 marzo - Roan Johnson, sceneggiatore, regista e scrittore italiano
- 14 marzo - Dmitrij Markov, ex astista australiano
- 14 marzo - Johan Paulik, attore pornografico slovacco
- 14 marzo - Gianluca Petrella, trombonista italiano
- 15 marzo - Will.i.am, rapper, produttore discografico e personaggio televisivo statunitense
- 15 marzo - Alex Mineiro, ex calciatore brasiliano
- 15 marzo - Paolo Cavallone, compositore e poeta italiano
- 15 marzo - Will Gluck, regista, sceneggiatore e produttore cinematografico statunitense
- 15 marzo - Jolanda Granato, giornalista, conduttrice radiofonica e doppiatrice italiana
- 15 marzo - Adrian Iencsi, allenatore di calcio e ex calciatore rumeno
- 15 marzo - Jang Jae-sung, ex lottatore sudcoreano
- 15 marzo - Kim Jo-sun, ex arciera sudcoreana
- 15 marzo - Eva Longoria, attrice, modella e attivista statunitense
- 15 marzo - Roman Mareš, giocatore di calcio a 5 ceco
- 15 marzo - Pierre Njanka, ex calciatore camerunese
- 15 marzo - Giovanni Paschetta, allenatore di calcio e ex calciatore italiano
- 15 marzo - Tak Sakaguchi, attore e regista giapponese
- 15 marzo - Susana Soleto, attrice spagnola
- 15 marzo - Veselin Topalov, scacchista bulgaro
- 15 marzo - Marco Villaseca, ex calciatore cileno
- 16 marzo - Sibylle Brauner, ex sciatrice alpina tedesca
- 16 marzo - Tara Buck, attrice statunitense
- 16 marzo - Luciano Castro, attore argentino
- 16 marzo - Sienna Guillory, attrice britannica
- 16 marzo - Luigi Libra, cantautore italiano
- 16 marzo - Marilena Parenti, politica italiana
- 16 marzo - Fabio Pizzolato, ex astista italiano
- 16 marzo - Choketawee Promrut, allenatore di calcio e ex calciatore thailandese
- 16 marzo - Jamie Rivers, allenatore di hockey su ghiaccio e ex hockeista su ghiaccio canadese
- 17 marzo - Pavel Beneš, ex cestista e allenatore di pallacanestro ceco
- 17 marzo - Justin Hawkins, cantante britannico
- 17 marzo - Gina Holden, attrice canadese
- 17 marzo - Gergely Kovács, ex pentatleta ungherese
- 17 marzo - Vito Lasalandra, allenatore di calcio e ex calciatore italiano
- 17 marzo - Michael McDonald, ex velocista giamaicano
- 17 marzo - Puneeth Rajkumar, attore e cantante indiano († 2021)
- 17 marzo - Test, wrestler canadese († 2009)
- 17 marzo - Nicholas Yatromanolakis, politico, funzionario e attivista greco
- 17 marzo - Natalie Zea, attrice statunitense
- 18 marzo - Raffaello Balzo, attore e modello italiano
- 18 marzo - Claudio Maria Castiglioni, imprenditore e dirigente sportivo italiano
- 18 marzo - Sutton Foster, attrice, cantante e ballerina statunitense
- 18 marzo - Brian Griese, ex giocatore di football americano statunitense
- 18 marzo - Natal'ja Kutuzova, ex pallanuotista russa
- 18 marzo - Lee Jong-ae, ex cestista sudcoreana
- 18 marzo - Tymofiy Mylovanov, politico e economista ucraino
- 18 marzo - Beverly Peele, supermodella statunitense
- 18 marzo - Alexandre Rosa Ferreira, ex giocatore di calcio a 5 brasiliano
- 18 marzo - Eric Taino, ex tennista statunitense
- 18 marzo - Kimmo Timonen, ex hockeista su ghiaccio finlandese
- 18 marzo - Steve Trapmore, ex canottiere britannico
- 18 marzo - Ester Workel, canottiera olandese
- 18 marzo - Tomas Žvirgždauskas, ex calciatore lituano
- 19 marzo - Michael Alsbury, astronauta statunitense († 2014)
- 19 marzo - Federico Bondi, regista, montatore e sceneggiatore italiano
- 19 marzo - Andrea D'Ambrosio, regista e sceneggiatore italiano
- 19 marzo - Brann Dailor, batterista statunitense
- 19 marzo - Marcelo Damião, ex cestista brasiliano
- 19 marzo - Antonio Daniels, ex cestista statunitense
- 19 marzo - Giorgi Gakharia, politico georgiano
- 19 marzo - Vivian Hsu, cantante, attrice e modella taiwanese
- 19 marzo - Le Jingyi, ex nuotatrice cinese
- 19 marzo - Sergio Ponchione, illustratore e fumettista italiano
- 19 marzo - Luca Salsi, baritono italiano
- 19 marzo - José Carlos Santos da Silva, ex calciatore brasiliano
- 20 marzo - Yū Asakawa, doppiatrice giapponese
- 20 marzo - Ramin Bahrani, regista e sceneggiatore statunitense
- 20 marzo - MC Mack, rapper, compositore e imprenditore statunitense
- 20 marzo - Hans Petter Buraas, ex sciatore alpino norvegese
- 20 marzo - Dominique Jackson, modella, attrice e scrittrice trinidadiana
- 20 marzo - Isolde Kostner, ex sciatrice alpina italiana
- 20 marzo - Silvio Marić, ex calciatore croato
- 21 marzo - Michale Graves, cantautore statunitense
- 21 marzo - Irurzun, ex calciatore spagnolo
- 21 marzo - Vasilios Kalogeracos, ex calciatore australiano
- 21 marzo - Corné Krige, ex rugbista a 15 zambiano
- 21 marzo - Dragan Lukovski, ex cestista serbo
- 21 marzo - Fabricio Oberto, ex cestista argentino
- 21 marzo - Mirko Petrini, attore e cantautore italiano
- 21 marzo - Justin Pierce, attore e skater britannico († 2000)
- 21 marzo - Vitalij Potapenko, ex cestista e allenatore di pallacanestro ucraino
- 21 marzo - Mark Williams, giocatore di snooker gallese
- 22 marzo - Alberto Valentim, allenatore di calcio e ex calciatore brasiliano
- 22 marzo - Massimo Beltrame, scrittore italiano
- 22 marzo - Laure Calamy, attrice francese
- 22 marzo - Jonathan Del Galdo, allenatore di pallanuoto italiano
- 22 marzo - Anne Dudek, attrice statunitense
- 22 marzo - Guillermo Díaz, attore statunitense
- 22 marzo - Nathan Greno, regista statunitense
- 22 marzo - Cole Hauser, attore statunitense
- 22 marzo - Jiří Novák, ex tennista ceco
- 22 marzo - Mariusz Piekarski, ex calciatore polacco
- 22 marzo - Tomislav Rogić, allenatore di calcio e ex calciatore croato
- 22 marzo - Ludovic Turpin, ex ciclista su strada francese
- 23 marzo - Francesc Arnau, calciatore spagnolo († 2021)
- 23 marzo - Hashim El Desuoky, ex giocatore di calcio a 5 egiziano
- 23 marzo - Rita Grande, ex tennista e commentatrice televisiva italiana
- 23 marzo - Adnen Helali, poeta e attore tunisino
- 23 marzo - Nicolas Lhernould, arcivescovo cattolico francese
- 23 marzo - Cătălin Liță, procuratore sportivo e ex calciatore rumeno
- 23 marzo - Kazuya Minekura, fumettista giapponese
- 23 marzo - Karl-Johan Persson, imprenditore svedese
- 24 marzo - Frédérique Bel, attrice, doppiatrice e modella francese
- 24 marzo - Brennan Elliott, attore canadese
- 24 marzo - Marc Gagnon, ex pattinatore di short track canadese
- 24 marzo - Thomas Johansson, allenatore di tennis e ex tennista svedese
- 24 marzo - Albin Kurti, attivista e politico kosovaro
- 24 marzo - Lucía Lacarra, ballerina spagnola
- 24 marzo - Vedran Madžar, allenatore di calcio e ex calciatore croato
- 24 marzo - Chiara Milanesi, ultramaratoneta italiana
- 24 marzo - Elena Radu, ex canoista romena
- 24 marzo - Davor Vugrinec, ex calciatore croato
- 24 marzo - Vicente Zambada, criminale messicano
- 25 marzo - Adamo Antonacci, regista, sceneggiatore e attore italiano
- 25 marzo - Melanie Blatt, cantante britannica
- 25 marzo - Jere Karalahti, ex hockeista su ghiaccio finlandese
- 25 marzo - Sofia Karlsson, cantante svedese
- 25 marzo - Monica Knudsen, allenatrice di calcio e ex calciatrice norvegese
- 25 marzo - Lee Tae-ran, attrice sudcoreana
- 25 marzo - Gaspard Manesse, attore e musicista francese
- 25 marzo - Rafael Márquez, ex pugile messicano
- 25 marzo - Gonzalo Romero, ex calciatore guatemalteco
- 25 marzo - Ivan Segreto, cantautore italiano
- 25 marzo - Maria Seweryn, attrice polacca
- 25 marzo - Steinar Sørlie, ex calciatore norvegese
- 25 marzo - Lisa Stokke, cantante e attrice norvegese
- 25 marzo - Sabine Timoteo, attrice svizzera
- 25 marzo - Juraj Tóth, astronomo slovacco
- 26 marzo - Roberto Bolle, ballerino italiano
- 26 marzo - Gordon Bulloch, rugbista a 15 britannico
- 26 marzo - Francesco Campolattano, ex calciatore italiano
- 26 marzo - Juvenile, rapper e attore statunitense
- 26 marzo - Evangelia Moraitidou, pallanuotista greca
- 26 marzo - Freya Van den Bossche, politica belga
- 27 marzo - Choclair, rapper canadese
- 27 marzo - Andrew Blowers, ex rugbista a 15 e allenatore di rugby a 15 neozelandese
- 27 marzo - Grégory Dubois, ex hockeista su ghiaccio francese
- 27 marzo - Fergie, cantante e rapper statunitense
- 27 marzo - Christian Fiedler, allenatore di calcio e ex calciatore tedesco
- 27 marzo - Katsuaki Fujiwara, pilota motociclistico giapponese
- 27 marzo - Tom Goegebuer, ex sollevatore belga
- 27 marzo - Hugh Maynard, attore britannico
- 27 marzo - Mihaela Melinte, ex martellista rumena
- 27 marzo - Jeff Palmer, attore e cantautore statunitense
- 27 marzo - François Petit, arrampicatore francese
- 27 marzo - Skee-Lo, rapper statunitense
- 27 marzo - Stefán Þórðarson, ex calciatore islandese
- 28 marzo - Marco Capparella, ex calciatore italiano
- 28 marzo - Salvatore Commesso, ex ciclista su strada e dirigente sportivo italiano
- 28 marzo - Iván Helguera, allenatore di calcio e ex calciatore spagnolo
- 28 marzo - Edzai Kasinauyo, calciatore zimbabwese († 2017)
- 28 marzo - Richard Kelly, regista, sceneggiatore e produttore cinematografico statunitense
- 28 marzo - Akshaye Khanna, attore indiano
- 28 marzo - Shanna Moakler, attrice e modella statunitense
- 28 marzo - Ashley Moody, politica e magistrata statunitense
- 28 marzo - Matt Reis, allenatore di calcio e ex calciatore statunitense
- 28 marzo - Marcos Alberto Skavinski, ex calciatore brasiliano
- 28 marzo - Meir Tapiro, ex cestista, allenatore di pallacanestro e dirigente sportivo israeliano
- 28 marzo - Alper Yılmaz, dirigente sportivo e ex cestista turco
- 29 marzo - Jan Bos, ex pattinatore di velocità su ghiaccio e pistard olandese
- 29 marzo - Alois Bunjira, ex calciatore zimbabwese
- 29 marzo - Korie Hlede, ex cestista e allenatrice di pallacanestro croata
- 29 marzo - Óscar Javier Morales, ex calciatore uruguaiano
- 29 marzo - Yannick Renier, attore belga
- 29 marzo - Paolo Roversi, scrittore, giornalista e sceneggiatore italiano
- 30 marzo - Alija Bešić, ex calciatore bosniaco
- 30 marzo - Gianluca Capozzi, cantautore italiano
- 30 marzo - Lavard Evans, ex calciatore britannico
- 30 marzo - Paul Griffen, ex rugbista a 15, allenatore di rugby a 15 e personaggio televisivo neozelandese
- 30 marzo - Franck Jurietti, ex calciatore francese
- 30 marzo - Attilio Romanò, imprenditore italiano († 2005)
- 30 marzo - Bahar Soomekh, attrice iraniana
- 30 marzo - Daliborka Vilipić, ex cestista serba
- 31 marzo - Mickaël Borot, taekwondoka francese
- 31 marzo - Makīs Dreliōzīs, ex cestista greco
- 31 marzo - Tiziano Gaia, regista, scrittore e produttore cinematografico italiano
- 31 marzo - Toni Gardemeister, pilota di rally finlandese
- 31 marzo - Stella Gasparri, doppiatrice e attrice italiana
- 31 marzo - Adam Green, regista, sceneggiatore e attore statunitense
- 31 marzo - Nathan Grey, ex rugbista a 15 e allenatore di rugby a 15 australiano
- 31 marzo - Naughty Mokoena, ex calciatore sudafricano
- 31 marzo - Bob Myers, dirigente sportivo e ex cestista statunitense
- 31 marzo - Ilenia Nicoli, allenatrice di calcio e ex calciatrice italiana
- 31 marzo - Gianluca Nuzzo, pallavolista italiano
- 31 marzo - Giovanna Rei, attrice italiana
- 31 marzo - Natallja Salahub, ex velocista bielorussa
- 31 marzo - Serhij Snytko, ex calciatore ucraino
- 31 marzo - Titus Steel, attore pornografico rumeno
- 31 marzo - Mirtha Vásquez, politica, avvocata e docente peruviana
- 31 marzo - Alexander Waske, ex tennista tedesco
- 31 marzo - Bettina Zimmermann, modella, attrice e doppiatrice tedesca